# Кавелін Олександр Олександрович (1832)
Олександр Кавелін (14 червня 1832 — 7 вересня 1906) — генерал-майор, губернатор Смоленської губернії та Таврійської губернії.

## Біографія
Народився в сім'ї генерала, директора Пажеського корпусу Олександр Кавеліна (1793—1850) та Марії (урод. Чихачової) (1808—1891) фрейліни імператриці Марії Федорівни, кавалерської дами Ордену св. Катерини. Мав десятьох братів та сестер.
Закінчив Пажеський корпус (1851) за першим розрядом, випущений прапорщиком у лейб-гвардії Ізмайлівський полк.
У 1861 переведений у полковники (Вис. наказ 19 травня 1863), флігель-ад'ютант, генерал-майор на підставі Маніфесту 1762 зі старшинством від 30 серпня 1871 (Вис. наказ 30 серпня 1869), генерал-лейтенант (Вис. 30 серпня 1881 р.).
З 21 липня 1873 року по 22 листопада 1881 року губернатор Таврійської губернії.
З 25 листопада 1881 по 1 березня 1886 губернатор Смоленської губернії.

## Сім'я
Одружений (з 8 листопада 1870 року) на Ользі Костянтинівні Огарьовій, дочці генерал-лейтенанта К. Огарьова. Діти:
- Олександр (1873 — 28 січня 1929)
- Ольга (1876-?)
- Микола (1881-?)
- Костянтин

## Нагороди
Російські:
- Орден Святого Станіслава 3-го ступеня (Вис. пр. 1856)
- Орден Святого Володимира 4-го ступеня (Вис. пр. 1861)
- Орден Святого Станіслава 1-го ступеня (Вис. пр. 1874)
- Орден Святої Анни 1-го ступеня (Вис. пр. 1878)
- Орден Святого Володимира 2-го ступеня (Вис. пр. 1885)

Іноземні:
- кавалерський баденський Орден Церінгенського лева (1857),
- командорський хрест гессенського Ордену Людвіга 1-го кл. (1870),
- Чорногорський Орден Князя Данила I 1-й ст. (1883),
- великий хрест баденського ордена Церінгенського Лева (1883)